# العلاقات الساموية الكولومبية
العلاقات الساموية الكولومبية هي العلاقات الثنائية التي تجمع بين ساموا وكولومبيا.

## مقارنة بين البلدين
هذه مقارنة عامة ومرجعية للدولتين:
| وجه المقارنة                                              | ساموا                        | كولومبيا        |
| --------------------------------------------------------- | ---------------------------- | --------------- |
| المساحة (كم2)                                             | 2.84 ألف                     | 1.14 مليون      |
| عدد السكان (نسمة)                                         | 196.44 ألف                   | 49.07 مليون     |
| الكثافة السكانية (ن./كم²)                                 | 69.17                        | 43.04           |
| العاصمة                                                   | أبيا                         | بوغوتا          |
| اللغة الرسمية                                             | لغة إنجليزية، اللغة الساموية | اللغة الإسبانية |
| العملة                                                    | تالا ساموي                   | بيزو كولومبي    |
| الناتج المحلي الإجمالي (بليون دولار)                      | 856.63 مليون                 | 309.19 مليار    |
| الناتج المحلي الإجمالي (تعادل القوة الشرائية) بليون دولار | 1.15 مليار                   | 724.96 مليار    |
| الناتج المحلي الإجمالي الاسمي للفرد دولار أمريكي          | 3.94 ألف                     | 7.60 ألف        |
| الناتج المحلي الإجمالي للفرد دولار أمريكي                 | 5.79 ألف                     | 13.36 ألف       |
| مؤشر التنمية البشرية                                      | 0.702                        | 0.720           |
| رمز المكالمات الدولي                                      | +685                         | +57             |
| رمز الإنترنت                                              | .ws                          | .co             |
| المنطقة الزمنية                                           | ت ع م+13:00                  | 00              |

## منظمات دولية مشتركة
يشترك البلدان في عضوية مجموعة من المنظمات الدولية، منها:
| علم المنظمة | اسم المنظمة                               | تاريخ انضمام ساموا | تاريخ انضمام كولومبيا |
| ----------- | ----------------------------------------- | ------------------ | --------------------- |
|             | وكالة ضمان الاستثمار متعدد الأطراف        | 27 سبتمبر 2002     | 30 نوفمبر 1995        |
|             | منظمة الشرطة الجنائية الدولية             | ?                  | ?                     |
|             | منظمة حظر الأسلحة الكيميائية              | ?                  | ?                     |
|             | منظمة التجارة العالمية                    | ?                  | ?                     |
|             | الأمم المتحدة                             | 15 ديسمبر 1976     | 5 نوفمبر 1945         |
|             | مؤسسة التمويل الدولية                     | 28 يونيو 1974      | 20 يوليو 1956         |
|             | يونسكو                                    | 3 أبريل 1981       | 31 أكتوبر 1947        |
|             | مؤسسة التنمية الدولية                     | 28 يونيو 1974      | 16 يونيو 1961         |
|             | البنك الدولي للإنشاء والتعمير             | 28 يونيو 1974      | 24 ديسمبر 1946        |
|             | المركز الدولي لتسوية المنازعات الاستشارية | 25 مايو 1978       | 14 أغسطس 1997         |
|             | الاتحاد البريدي العالمي                   | ?                  | ?                     |
|             | الاتحاد الدولي للاتصالات                  | 7 أكتوبر 1988      | 25 أغسطس 1914         |

## وصلات خارجية
- موقع وزارة الخارجية الكولومبية